# 50 groszy wzór 2017
50 groszy wzór 2017 – moneta pięćdziesięciogroszowa, wprowadzona do obiegu 23 stycznia 2017 r. Zastąpiła pięćdziesięciogroszówkę wzór 1990 różniącą się jedynie wzorem awersu.
Moneta jest bita począwszy od 2017 r.

## Awers
W części centralnej umieszczony jest wizerunek orła ustalony dla godła Rzeczypospolitej Polskiej, pod łapą orła z lewej strony znak mennicy – litery MW, poniżej orła, półkolem od lewej strony ku prawej, napis: „RZECZPOSPOLITA POLSKA”, w otoku stylizowane pierścienie, w górnej części przecinające się, u dołu rozdzielone oznaczeniem roku emisji.

## Rewers
Na tej stronie znajdują się cyfry nominału 50, pod nimi napis: „GROSZY”, półkoliście z lewej strony otoczone gałązką wieńca.

## Nakład
Moneta w latach 2017–2019 była bita w miedzioniklu MN25, od 2019 r. – w stali pokrytej miedzią i niklem, na krążku o średnicy 20,5 mm, masie 3,94 grama, z rantem ząbkowanym, według projektów:
- Sebastiana Mikołajczaka (awers)[4] oraz
- Ewy Tyc-Karpińskiej (rewers),

w Mennicy Polskiej S.A.
Do roku 2023 nakłady monety w poszczególnych latach przedstawiały się następująco:
| Lp. | Rocznik | Nakład (sztuk) | Metal                         | Uwagi                                                                                |
| --- | ------- | -------------- | ----------------------------- | ------------------------------------------------------------------------------------ |
| 1   | 2017    | 44 370 000     | miedzionikiel                 |                                                                                      |
| 2   | 2018    | 42 030 000     | miedzionikiel                 |                                                                                      |
| 3   | 2019    | 54 990 000     | miedzionikiel                 | istnieją również kolekcjonerskie wersje tego rocznika wybite w złocie oraz w srebrze |
| 3   | 2019    | 1 000 000      | stal pokryta miedzią i niklem | istnieją również kolekcjonerskie wersje tego rocznika wybite w złocie oraz w srebrze |
| 4   | 2020    | 41 580 000     | stal pokryta miedzią i niklem |                                                                                      |
| 5   | 2021    | 27 900 000     | stal pokryta miedzią i niklem |                                                                                      |
| 6   | 2022    | 55 440 000     | stal pokryta miedzią i niklem |                                                                                      |
| 7   | 2023    | 59 490 000     | stal pokryta miedzią i niklem |                                                                                      |
| 8   | 2024    | 58 680 000     | stal pokryta miedzią i niklem |                                                                                      |

## Opis
27 lutego 2019 r. zostały wprowadzone do sprzedaży (obiegu) wersje rocznika 2019 wybite w srebrze (5000 sztuk) i złocie (1000 sztuk) będące częścią zestawów kolekcjonerskich upamiętniających stulecie wprowadzenia złotego.